# Promozione Campania-Molise 1987-1988
Nella stagione 1987-1988 la Promozione era sesto livello del calcio italiano (il massimo livello regionale). Qui vi sono le statistiche relative al campionato in Campania e in Molise.
Il campionato è strutturato in vari gironi all'italiana su base regionale, gestiti dai Comitati Regionali di competenza. Promozioni alla categoria superiore e retrocessioni in quella inferiore non erano sempre omogenee; erano quantificate all'inizio del campionato dal Comitato Regionale secondo le direttive stabilite dalla Lega Nazionale Dilettanti, ma flessibili, in relazione al numero delle società retrocesse dal Campionato Interregionale e perciò, a seconda delle varie situazioni regionali, la fine del campionato poteva avere degli spareggi sia di promozione che di retrocessione.

## Girone A

### Squadre partecipanti
| Club                | Città (provincia)             | Stadio | Stagione precedente |
| ------------------- | ----------------------------- | ------ | ------------------- |
| U.S. Aurora Ururi   | Ururi (CB)                    |        |                     |
| U.S. Boys Caivanese | Caivano (NA)                  |        |                     |
| A.S. Casale Bonito  | Casal di Principe (CE)        |        |                     |
| A.S. Cellole        | Cellole (CE)                  |        |                     |
| A.S. Frattese       | Frattamaggiore (NA)           |        |                     |
| S.S.C. Giugliano    | Giugliano in Campania (NA)    |        |                     |
| U.S. Gladiator      | Santa Maria Capua Vetere (CE) |        |                     |
| A.C. Isernia '86    | Isernia                       |        |                     |
| Pol. Larino         | Larino (CB)                   |        |                     |
| U.S. Maddalonese    | Maddaloni (CE)                |        |                     |
| A.C. Marcianise     | Marcianise (CE)               |        |                     |
| Olympia Agnonese    | Agnone (IS)                   |        |                     |
| A.S. Real Aversa    | Aversa (CE)                   |        |                     |
| U.S. San Clemente   | Casamarciano (NA)             |        |                     |
| U.S. Venafro        | Venafro (IS)                  |        |                     |
| A.C. Virtus Sessa   | Sessa Aurunca (CE)            |        |                     |

### Classifica finale
|  | Pos. | Squadra          | Pt   | G  | V  | N  | P  | GF | GS | DR  |
|  | ---- | ---------------- | ---- | -- | -- | -- | -- | -- | -- | --- |
|  | 1.   | Real Aversa      | 47   | 28 | 20 | 7  | 1  | 48 | 10 | +38 |
|  | 2.   | Maddalonese      | 41   | 28 | 16 | 9  | 3  | 52 | 23 | +29 |
|  | 3.   | Olympia Agnonese | 39   | 28 | 15 | 9  | 4  | 47 | 25 | +22 |
|  | 4.   | Casale Bonito    | 32   | 28 | 11 | 10 | 7  | 36 | 31 | +5  |
|  | 5.   | Frattese         | 29   | 28 | 9  | 11 | 8  | 34 | 25 | +9  |
|  | 6.   | Giugliano        | 27   | 28 | 9  | 9  | 10 | 35 | 30 | +5  |
|  | 7.   | Gladiator        | 27   | 28 | 6  | 15 | 7  | 21 | 25 | -4  |
|  | 8.   | San Clemente     | 25   | 28 | 7  | 11 | 10 | 20 | 26 | -6  |
|  | 9.   | Boys Caivanese   | 25   | 28 | 7  | 11 | 10 | 20 | 30 | -10 |
|  | 10.  | Venafro          | 24   | 28 | 6  | 12 | 10 | 20 | 36 | -16 |
|  | 11.  | Cellole          | 24   | 28 | 8  | 8  | 12 | 21 | 27 | -6  |
|  | 12.  | Virtus Sessa     | 24   | 28 | 7  | 10 | 11 | 20 | 30 | -10 |
|  | 13.  | Aurora Ururi     | 21   | 28 | 7  | 7  | 14 | 28 | 42 | -14 |
|  | 14.  | Larino           | 18   | 28 | 3  | 12 | 13 | 16 | 38 | -22 |
|  | 15.  | Marcianise       | 13   | 28 | 3  | 11 | 14 | 21 | 41 | -20 |
|  | --.  | Isernia          | rit. |    |    |    |    |    |    | 0   |

### Verdetti finali
- Maddalonese e Giugliano sono successivamente ammesse in Interregionale a completamento organici.

## Girone B

### Squadre partecipanti
| Club                              | Città (provincia)           | Stadio | Stagione precedente |
| --------------------------------- | --------------------------- | ------ | ------------------- |
| Città di Afragola                 | Afragola (NA)               |        |                     |
| U.S. Arzanese                     | Arzano (NA)                 |        |                     |
| U.P. Bacoli Sibilla Flegrea       | Bacoli (NA)                 |        |                     |
| S.P. Barrese                      | Napoli                      |        |                     |
| A.C. Casoria                      | Casoria (NA)                |        |                     |
| S.S. Colombo Olimpic San Giovanni | Napoli                      |        |                     |
| A.C. Nuovo Terzigno               | Terzigno (NA)               |        |                     |
| U.S. Palmese                      | Palma Campania (NA)         |        |                     |
| Ponticelli                        | Napoli                      |        |                     |
| Portici New Line                  | Portici (NA)                |        |                     |
| Rinascita Bagnolese               | Napoli                      |        |                     |
| S.C. Sangiuseppese                | San Giuseppe Vesuviano (NA) |        |                     |
| Pol. Sanità                       | Napoli                      |        |                     |
| A.S.C. Saviano                    | Saviano (NA)                |        |                     |
| A.S. Secondigliano                | Napoli                      |        |                     |
| Pol. Viribus Unitis               | Somma Vesuviana (NA)        |        |                     |

### Classifica finale
|  | Pos. | Squadra                      | Pt | G  | V  | N  | P  | GF | GS | DR  |
|  | ---- | ---------------------------- | -- | -- | -- | -- | -- | -- | -- | --- |
|  | 1.   | Palmese                      | 52 | 30 | 23 | 6  | 1  | 66 | 8  | +58 |
|  | 2.   | Sangiuseppese                | 45 | 30 | 16 | 13 | 1  | 41 | 11 | +30 |
|  | 3.   | Nuovo Terzigno               | 43 | 30 | 17 | 9  | 4  | 43 | 19 | +24 |
|  | 4.   | Casoria                      | 40 | 30 | 14 | 12 | 4  | 38 | 19 | +19 |
|  | 5.   | Colombo Olimpic San Giovanni | 36 | 30 | 13 | 10 | 7  | 44 | 29 | +15 |
|  | 6.   | Città di Afragola            | 31 | 30 | 12 | 7  | 11 | 35 | 26 | +9  |
|  | 7.   | Sanità                       | 29 | 30 | 8  | 13 | 9  | 40 | 34 | +6  |
|  | 8.   | Arzanese                     | 27 | 30 | 9  | 9  | 12 | 26 | 38 | -12 |
|  | 9.   | Viribus Unitis               | 26 | 30 | 7  | 12 | 11 | 38 | 45 | -7  |
|  | 10.  | Saviano                      | 26 | 30 | 7  | 12 | 11 | 27 | 43 | -16 |
|  | 11.  | Secondigliano                | 25 | 30 | 6  | 13 | 11 | 31 | 42 | -11 |
|  | 12.  | Rinascita Bagnolese          | 25 | 30 | 8  | 9  | 13 | 27 | 40 | -13 |
|  | 13.  | Bacoli Sibilla Flegrea       | 25 | 30 | 9  | 7  | 14 | 28 | 36 | -8  |
|  | 14.  | Ponticelli                   | 25 | 30 | 7  | 11 | 12 | 27 | 40 | -13 |
|  | 15.  | Barrese                      | 21 | 30 | 4  | 13 | 13 | 25 | 43 | -18 |
|  | 16.  | Portici New Line             | 4  | 30 | 0  | 4  | 26 | 14 | 77 | -63 |

## Girone C

### Squadre partecipanti
| Club                     | Città (provincia)         | Stadio | Stagione precedente |
| ------------------------ | ------------------------- | ------ | ------------------- |
| Pol. Agerola             | Agerola (NA)              |        |                     |
| U.S. Agropoli            | Agropoli (SA)             |        |                     |
| U.S. Ariano Valle Ufita  | Ariano Irpino (AV)        |        |                     |
| A.C. Atripalda           | Atripalda (AV)            |        |                     |
| A.C. Ebolitana           | Eboli (SA)                |        |                     |
| U.S. Felice Scandone     | Montella (AV)             |        |                     |
| A.C. Fisciano            | Fisciano (SA)             |        |                     |
| Pol. Gelbison            | Vallo della Lucania (SA)  |        |                     |
| S.S. Intrepida           | Castel San Giorgio (SA)   |        |                     |
| S.S. Nuova Sanseverinese | Mercato San Severino (SA) |        |                     |
| Pol. Olimpia V.V.        | Vibonati (SA)             |        |                     |
| A.P. Pimonte             | Pimonte (NA)              |        |                     |
| Pol. Pontecagnano Faiano | Pontecagnano Faiano (SA)  |        |                     |
| U.S. Poseidon            | Capaccio (SA)             |        |                     |
| S.S. Pro Scafatese       | Scafati (SA)              |        |                     |
| Real Giove               | Battipaglia (SA)          |        |                     |

### Classifica finale
|  | Pos. | Squadra             | Pt | G  | V  | N  | P  | GF | GS | DR  |
|  | ---- | ------------------- | -- | -- | -- | -- | -- | -- | -- | --- |
|  | 1.   | Ebolitana           | 52 | 30 | 23 | 6  | 1  | 58 | 8  | +50 |
|  | 2.   | Pro Scafatese       | 46 | 30 | 17 | 12 | 1  | 46 | 12 | +34 |
|  | 3.   | Pontecagnano Faiano | 33 | 30 | 12 | 9  | 9  | 25 | 21 | +4  |
|  | 4.   | Felice Scandone     | 32 | 30 | 12 | 8  | 10 | 45 | 38 | +7  |
|  | 5.   | Nuova Sanseverinese | 30 | 30 | 12 | 6  | 12 | 33 | 39 | -6  |
|  | 6.   | Ariano Valle Ufita  | 29 | 30 | 11 | 7  | 12 | 37 | 34 | +3  |
|  | 7.   | Fisciano            | 29 | 30 | 8  | 13 | 9  | 24 | 24 | 0   |
|  | 8.   | Agropoli            | 28 | 30 | 6  | 16 | 8  | 23 | 24 | -1  |
|  | 9.   | Atripalda           | 27 | 30 | 8  | 11 | 11 | 33 | 36 | -3  |
|  | 10.  | Real Giove          | 27 | 30 | 6  | 15 | 9  | 26 | 30 | -4  |
|  | 11.  | Gelbison            | 27 | 30 | 8  | 11 | 11 | 30 | 37 | -7  |
|  | 12.  | Poseidon            | 27 | 30 | 8  | 11 | 11 | 28 | 44 | -16 |
|  | 13.  | Agerola             | 27 | 30 | 8  | 11 | 11 | 24 | 29 | -5  |
|  | 14.  | Pimonte             | 25 | 30 | 8  | 9  | 13 | 28 | 45 | -17 |
|  | 15.  | Olimpia V.V.        | 24 | 30 | 8  | 8  | 14 | 31 | 32 | -1  |
|  | 16.  | Intrepida           | 17 | 30 | 4  | 9  | 17 | 22 | 60 | -38 |